# Fence Lake, Novi Meksiko
Fence Lake (navajo: Dibé Ííjééʼ) je popisom određeno mjesto u okrugu Ciboli u američkoj saveznoj državi Novom Meksiku. Prema popisu stanovništva SAD 2010. ovdje su živjela 42 stanovnika.
Kraj su uglavnom rančevi i nešto malo obrta. Prema mještanima, Fence Lakeu ime su dali izvorni doseljenici koji su morali ograditi (eng. fence) jezerce koje se napravilo u prirodnoj depresiji u tom kraju, radi sprječavanja životinja od zagađivanja izvora pitke vode.

## Zemljopis
Nalazi se na 34°39′12″N 108°40′40″W / 34.65333°N 108.67778°W (34.6533761, -108.6778522), Prema Uredu SAD-a za popis stanovništva, zauzima 43,80 km2 površine, sve suhozemne.
Izvorni položaj Fence Lakea na topografskim zemljovidima USGS-a je 5 km jugoistočno od središta naselja.
Danas se Fence Lake nalazi na Državnoj cesti Novog Meksika br. 36, 53 km južno od Državne ceste Novog Meksika br. 53. Fence Lake je 101 km južno od Gallupa i 64 km sjeverozapadno od Quemada. Indijanski rezervat Zuni je prema sjeveru i zapadu.

## Klima
Prosječne oborine u inčima: siječanj 1,1; veljača 1,1; ožujak 1,2; travanj 0,7; svibanj 007; lipanj 0,5; srpanj 2,4; kolovoza 2,6; rujan 1,6; listopad 0,9; studeni 0,9; prosinac 1,0; godišnje 14,8

## Stanovništvo
Prema podatcima popisa 2010. ovdje su bila 42 stanovnika, 23 kućanstva od čega 11 obiteljskih, a stanovništvo po rasi bili su 71,4% bijelci, 0,0% "crnci ili afroamerikanci", 26,2% "američki Indijanci i aljaskanski domorodci", 2,4% Azijci, 0,0% "domorodački Havajci i ostali tihooceanski otočani", 0,0% ostalih rasa, 0,0% dviju ili više rasa. Hispanoamerikanaca i Latinoamerikanaca svih rasa bilo je 4,8%.

## Događaji u Fence Lakeu
Ovdje ljubitelji starih vremena održavaju okupljanja svake neparne godine još od zadnje subote srpnja 1961. godine. Tijekom godina okupljanje je preraslo u okupljanje na parne godine, uz natjecanja u sviranju pučke violine, jam sesije i plesnjake u školskoj zgradi. Poslužuje se jela s roštilja i potlucka (vrsta jela u kojem svaki gost donosi jelo pripremljeno od njega ili nju koji je onda zajednički svima), a događaju nazoče gosti iz cijelog svijeta.
U Fence Lakeu održava se povorka za 4. srpnja u kojoj je vatrogasno vozilo i ostali sudionici.
- Početak povorke
- Chuckwagon
- Korito jezera jugoistočno od sela
- Poštanski ured 2009.

## Aggressive Christianity Missionary Training Corps
Shim Ra Na Ekklisia (također zvana Miracle River) nalazi se blizu Fence Lakea. Aggressive Christianity Missionary Training Corps, ili Holy Tribal Nation, Free Love Ministries, Life Force Team) bila je mala biblicistička teokratska idejna općina kršćana koja se nalazi 16 km od Fence Lakea. Srpnja 1997. kupili su Deborah i Jim Green 260 hektara zemljišta koji su bili izvorno dio starog ranča Tingle i osnovali ministerij. Zeleni se služe mjesnim poštanskim uredom radi dostave svojih izdanja. ACMTC je imala vojničku strukturu sličnu Vojsci spasa. Zbog sukoba koji su završili na sudu, i gubitka parnice, zajednica je srušila objekte i otišla u Klamath Falls, Oregon, u Berino i u Gallup.